# William H. Blanchard
William Hugh Blanchard (ngày 6 tháng 2 năm 1916 – ngày 31 tháng 5 năm 1966) là sĩ quan Không quân Hoa Kỳ đạt tới cấp bậc Đại tướng bốn sao và giữ chức Phó Tổng Tham mưu trưởng Không quân Hoa Kỳ từ năm 1965 đến năm 1966.

## Tiểu sử

### Thân thế và học vấn
Là dân quê gốc Boston, Massachusetts, Blanchard từng học trung học tại Chelsea, Massachusetts, và tốt nghiệp Học viện Phillips Exeter  trước khi nhập học Học viện Quân sự Hoa Kỳ năm 1934. Ông tốt nghiệp và nhận bằng vào năm 1938.

### Binh nghiệp
Sau khi hoàn thành khóa huấn luyện phi công tại Randolph và Kelly Fields, Texas, cấp trên giao cho ông nhiệm vụ là hướng dẫn viên chuyến bay và là trưởng ban khóa đào tạo phi công nâng cao trong Bộ Tư lệnh Huấn luyện Bay vào năm 1939, trước khi được chọn thực hiện nhiệm vụ vào năm 1943 với phi đội máy bay ném bom B-29 ban đầu về sau thành lập ở Salina, Kansas.
Thế chiến II bùng nổ được ít lâu, Blanchard trên cương vị là phó chỉ huy trưởng Phi đội 58, đã lái chiếc B-29 đầu tiên đến Trung Quốc vào năm 1944 bắt đầu tham gia các hoạt động ném bom chiến lược nhằm vào lãnh thổ Nhật Bản. Sau này, ông được giao làm chỉ huy Phi đoàn Oanh tạc cơ số 40 (B-29) rồi trở thành sĩ quan tác chiến của Bộ Tư lệnh Oanh tạc cơ số 21 ở Mariana, nhờ đó mà ông có cơ hội lên kế hoạch và thực hiện các cuộc tập kích hỏa lực tầm thấp nhằm vào các mục tiêu chính của quân đội Nhật.
Trong giai đoạn cao trào của Thế chiến II, khi đó, Đại tá Blanchard nhận chỉ thị chuẩn bị và giám sát lệnh vận hành chi tiết cho việc chuyển giao quả bom nguyên tử đầu tiên thả xuống Hiroshima. Ông là phi công dự phòng cho vụ thả bom A xuống Hiroshima, cuối cùng được giao lại cho Đại tá Paul W. Tibbets, Chỉ huy trưởng Đội Máy bay ném bom Nguyên tử số 509.
Sau khi chiến tranh kết thúc, Blanchard kế nhiệm Tibbetts làm Sĩ quan chỉ huy Phi đội Oanh tạc cơ số 509 vào ngày 20 tháng 1 năm 1946. Vào thời điểm này, việc xuất ngũ sau chiến tranh đã giảm Phi đội 509 xuống thành một phi hành đoàn nòng cốt. Nhưng Blanchard và Phi đội 509 ngay lập tức nhận lệnh bắt đầu hoạt động cho các cuộc thử nghiệm bom nguyên tử trong "Chiến dịch Crossroads" tại đảo san hô Bikini. Tháng 3 cùng năm, phi hành đoàn Phi đội 509 do những ưu tiên cao nhất được tập hợp thành đội ngũ và chuyển đến Kwajalein, Quần đảo Marshall nhằm tiến hành vụ thử nghiệm bom nguyên tử Bikini diễn ra vào tháng 7 năm đó.

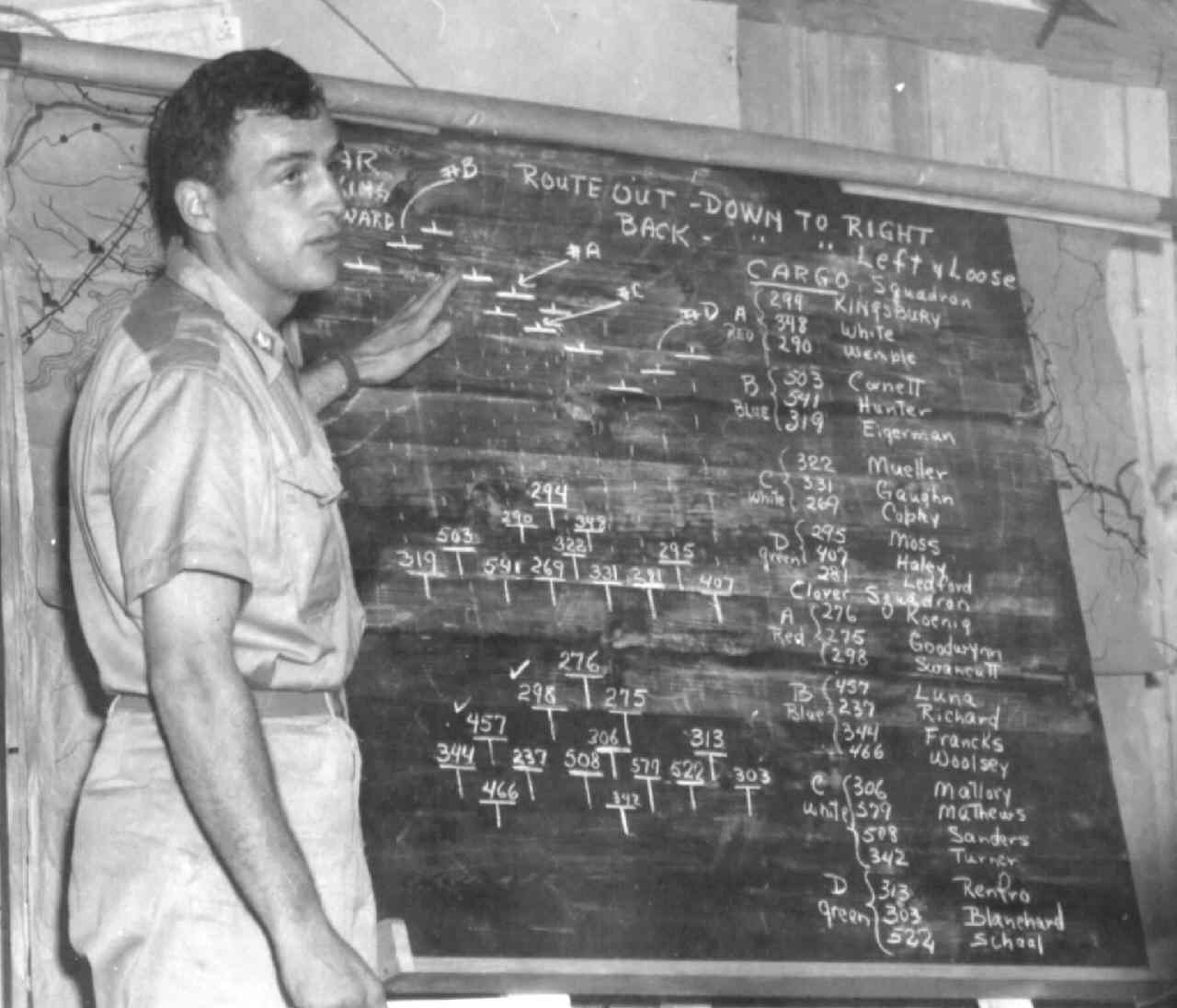
Blanchard ở Trung Quốc đang mô tả bản kế hoạch tấn công quân Nhật vào tháng 9 năm 1944.

Khi kết thúc vụ thử nghiệm bom nguyên tử trong chiến dịch Crossroad vào ngày 23 tháng 8 năm 1946, Đại tá Blanchard đảm nhận chức vụ sĩ quan chỉ huy Sân bay Lục quân Roswell, New Mexico (sau đổi tên thành Căn cứ Không quân Walker vào năm 1948), nơi trở thành ngôi nhà thường trực của Phi đội 509, mặc dù bây giờ lại giảm bớt những hoạt động thiết yếu từ sau các vụ thử nghiệm Crossroad. Tuy vậy, vào tháng 9 năm 1946, họ nhận được lệnh ở lại Roswell gánh vác công tác huấn luyện và trang bị cho một lực lượng không quân ném bom hạng nặng với khả năng tấn công hạt nhân, lực lượng này bắt đầu hoạt động hoàn toàn vào tháng 2 năm 1947. 
Ngày 8 tháng 7 năm 1947, Đại tá Blanchard khi đó đã ra lệnh cho sĩ quan liên lạc Walter Haut phát thông cáo báo chí chính thức của Không quân Lục quân nói rằng văn phòng tình báo căn cứ này đã tìm thấy một cái gọi là "đĩa bay" từ một trang trại gần đó, được phát hiện "vào tuần trước", và họ đang bay đưa nó đến "trụ sở cấp cao hơn". Thông cáo báo chí và phương tiện truyền thông điên cuồng đưa tin sau đó đã gây ra cái gọi là sự cố UFO tại Roswell. Chuẩn tướng Roger M. Ramey, Tư lệnh Không quân Lục quân số 8 ở Fort Worth, Texas, nhanh chóng tuyên bố với cánh nhà báo rằng đây chỉ là một khinh khí cầu thời tiết bị nhầm lẫn mà thôi. Trớ trêu thay, thông cáo báo chí của Blanchard và sự cố Roswell mà nó gây ra có lẽ là những gì về Blanchard được dư luận Mỹ biết đến nhiều nhất suốt nhiều thập kỷ về sau.
Năm 1948, Blanchard được điều động đến Tổng hành dinh Không quân số 8 của Bộ Tư lệnh Không quân Chiến lược ở Fort Worth nhận chức giám đốc vận trù. Ông có công giúp chỉ đạo việc huấn luyện phi hành đoàn dành cho B-36, mẫu máy bay ném bom liên lục địa đầu tiên của Mỹ. Sau thời gian chỉ huy các đơn vị máy bay ném bom B-50 và B-36 của SAC, ông được bổ nhiệm làm phó giám đốc vận trù của bộ tư lệnh này vào năm 1953.

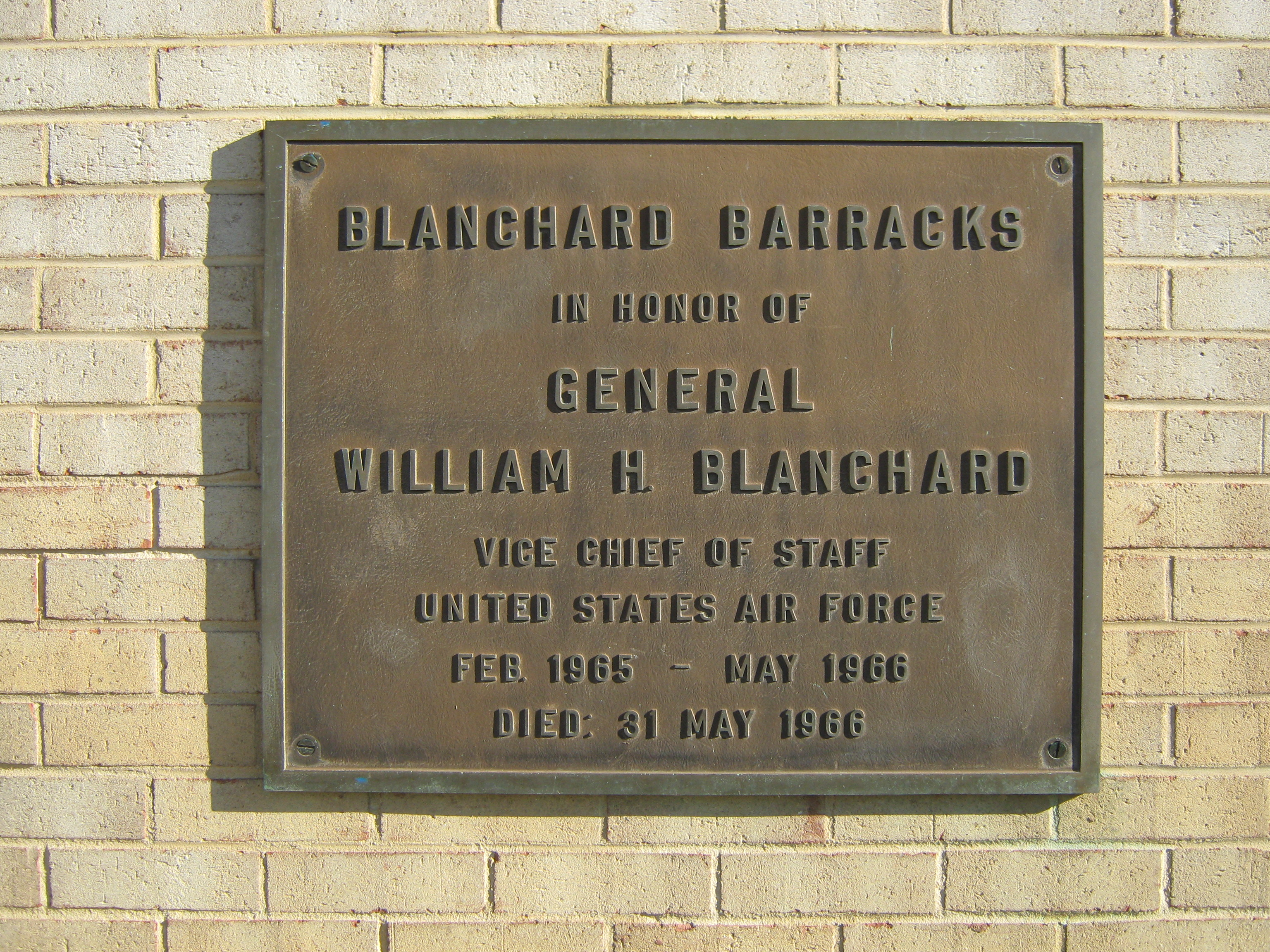
Tấm bảng đồng gắn trên cửa Doanh trại Blanchard tại Căn cứ Không quân Bolling.

Tháng 6 năm 1956, ông là thành viên của một nhóm sĩ quan Không quân Mỹ tháp tùng Đại tướng Nathan Twining, lúc đó là Tổng Tham mưu trưởng Không quân Hoa Kỳ, trong chuyến thăm chính thức Liên Xô bao gồm một chuyến tham quan các địa điểm được quân đội quan tâm ở khu vực Moskva và Stalingrad. Năm 1957, Blanchard đảm nhận quyền chỉ huy Sư đoàn Không quân số 7 của SAC ở Anh. Trở lại trụ sở SAC ba năm sau, ông được bổ nhiệm làm giám đốc tác chiến.
Sau 15 năm phục vụ liên tục tại SAC, ông được bổ nhiệm làm Tổng Thanh tra Không quân Hoa Kỳ và thăng quân hàm trung tướng.  Tháng 8 năm 1963, ông giữ chức phó tham mưu trưởng, phụ trách chương trình và yêu cầu trong Bộ Tư lệnh Không quân Hoa Kỳ, và đảm nhận chức vụ phó tham mưu trưởng, kế hoạch và tác chiến vào tháng 2 năm 1964. Ông còn được giao nhiệm vụ bổ sung là thành viên cấp cao Không quân thuộc Ủy ban Tham mưu Quân sự của Liên Hợp Quốc vào cuối năm đó.
Ngày 19 tháng 2 năm 1965, Blanchard trở thành Phó Tổng Tham mưu trưởng Không quân Hoa Kỳ, được thăng cấp bậc 4 sao.

### Qua đời
Blanchard qua đời tại Lầu Năm Góc vào ngày 31 tháng 5 năm 1966, vì một cơn đau tim lớn trong lúc vẫn đang tại chức. Ông được an táng vào ngày 3 tháng 6 năm 1966 tại Nghĩa trang Học viện Không quân Hoa Kỳ. Bà vợ Anne (Hutt) Blanchard cùng cô con gái Dale Brown và hai cậu con trai William Hugh Blanchard II & Donald H. Blanchard đều tham dự buổi lễ mai táng ông. Có một tòa nhà tại Căn cứ Không quân Bolling được đặt tên để vinh danh ông, cũng như sân gôn trên Căn cứ Không quân Davis Monthan ở Tucson, Arizona. 

## Giải thưởng và vinh danh
Blanchard được trao tặng huân huy chương trong suốt cuộc đời binh nghiệp của ông bao gồm Huân chương Chiến công Xuất sắc Không quân, Ngôi sao Bạc, Huân chương Công trạng với hai cụm lá sồi, Chữ thập Bay Xuất sắc với cụm lá sồi, Ngôi sao Đồng, Huân chương Không quân với cụm lá sồi, Biểu chương Đơn vị quân Tổng thống, Huân chương Chiến dịch Châu Á - Thái Bình Dương với sáu ngôi sao đồng, Huy hiệu Tên lửa và phù hiệu phi công chỉ huy.
- Huân chương Chiến công Xuất sắc
- Ngôi sao Bạc
- Huân chương Công trạng với hai cụm lá sồi
- Chữ thập Bay Xuất sắc với cụm lá sồi
- Ngôi sao Đồng
- Huân chương Không quân với cụm lá sồi
- Biểu chương Đơn vị quân Tổng thống
- Huân chương Chiến dịch Châu Á - Thái Bình Dương với sáu ngôi sao đồng